# Homécourt
Homécourt és un municipi francès situat al departament de Meurthe i Mosel·la i a la regió del Gran Est. L'any 2007 tenia 6.512 habitants.

## Demografia

### Població
El 2007 la població de fet de Homécourt era de 6.512 persones. Hi havia 2.708 famílies, de les quals 832 eren unipersonals (336 homes vivint sols i 496 dones vivint soles), 812 parelles sense fills, 784 parelles amb fills i 280 famílies monoparentals amb fills.
La població ha evolucionat segons el següent gràfic:
Habitants censats

### Habitatges
El 2007 hi havia 3.005 habitatges, 2.736 eren l'habitatge principal de la família, 10 eren segones residències i 259 estaven desocupats. 1.990 eren cases i 948 eren apartaments. Dels 2.736 habitatges principals, 1.746 estaven ocupats pels seus propietaris, 956 estaven llogats i ocupats pels llogaters i 34 estaven cedits a títol gratuït; 95 tenien una cambra, 171 en tenien dues, 646 en tenien tres, 786 en tenien quatre i 1.038 en tenien cinc o més. 1.721 habitatges disposaven pel capbaix d'una plaça de pàrquing. A 1.335 habitatges hi havia un automòbil i a 878 n'hi havia dos o més.

### Piràmide de població
La piràmide de població per edats i sexe el 2009 era:
| Homes | Edats   | Dones |
| ----- | ------- | ----- |
| 0     | 95 o +  | 4     |
| 0     | 90 a 94 | 36    |
| 24    | 85 a 89 | 48    |
| 44    | 80 a 84 | 68    |
| 108   | 75 a 79 | 168   |
| 268   | 70 a 74 | 248   |
| 212   | 65 a 69 | 264   |
| 212   | 60 a 64 | 260   |
| 188   | 55 a 59 | 136   |
| 200   | 50 a 54 | 184   |
| 232   | 45 a 49 | 212   |
| 288   | 40 a 44 | 260   |
| 244   | 35 a 39 | 228   |
| 240   | 30 a 34 | 180   |
| 176   | 25 a 29 | 216   |
| 148   | 20 a 24 | 192   |
| 248   | 15 a 19 | 236   |
| 224   | 10 a 14 | 176   |
| 216   | 5 a 9   | 152   |
| 128   | 0 a 4   | 136   |

## Economia
El 2007 la població en edat de treballar era de 3.968 persones, 2.699 eren actives i 1.269 eren inactives. De les 2.699 persones actives 2.276 estaven ocupades (1.305 homes i 971 dones) i 423 estaven aturades (201 homes i 222 dones). De les 1.269 persones inactives 294 estaven jubilades, 336 estaven estudiant i 639 estaven classificades com a «altres inactius».

### Ingressos
El 2009 a Homécourt hi havia 2.778 unitats fiscals que integraven 6.546 persones, la mediana anual d'ingressos fiscals per persona era de 14.664 €.

### Activitats econòmiques
Dels 188 establiments que hi havia el 2007, 6 eren d'empreses extractives, 5 d'empreses alimentàries, 8 d'empreses de fabricació d'altres productes industrials, 18 d'empreses de construcció, 51 d'empreses de comerç i reparació d'automòbils, 9 d'empreses de transport, 18 d'empreses d'hostatgeria i restauració, 9 d'empreses financeres, 13 d'empreses immobiliàries, 18 d'empreses de serveis, 22 d'entitats de l'administració pública i 11 d'empreses classificades com a «altres activitats de serveis».
Dels 44 establiments de servei als particulars que hi havia el 2009, 1 era una oficina de correu, 3 oficines bancàries, 1 funerària, 4 tallers de reparació d'automòbils i de material agrícola, 3 tallers d'inspecció tècnica de vehicles, 1 autoescola, 2 paletes, 1 guixaire pintor, 3 fusteries, 3 lampisteries, 3 electricistes, 6 perruqueries, 10 restaurants, 2 agències immobiliàries i 1 saló de bellesa.
Dels 21 establiments comercials que hi havia el 2009, 2 eren supermercats, 1 un supermercat, 1 una gran superfície de material de bricolatge, 3 botiges de menys de 120 m², 4 fleques, 2 carnisseries, 1 una llibreria, 1 una botiga d'equipament de la llar, 1 una sabateria, 1 una botiga de mobles, 2 botigues de material de revestiment de parets i terra, 1 una botiga de material de revestiment de parets i terra i 1 una joieria.

## Equipaments sanitaris i escolars
El 2009 hi havia 3 centres de salut, 4 farmàcies i 1 ambulància.
El 2009 hi havia 4 escoles maternals i 2 escoles elementals. Homécourt disposava d'un col·legi d'educació secundària amb 222 alumnes.

## Poblacions més properes
El següent diagrama mostra les poblacions més properes.